# Theater Wasserburg

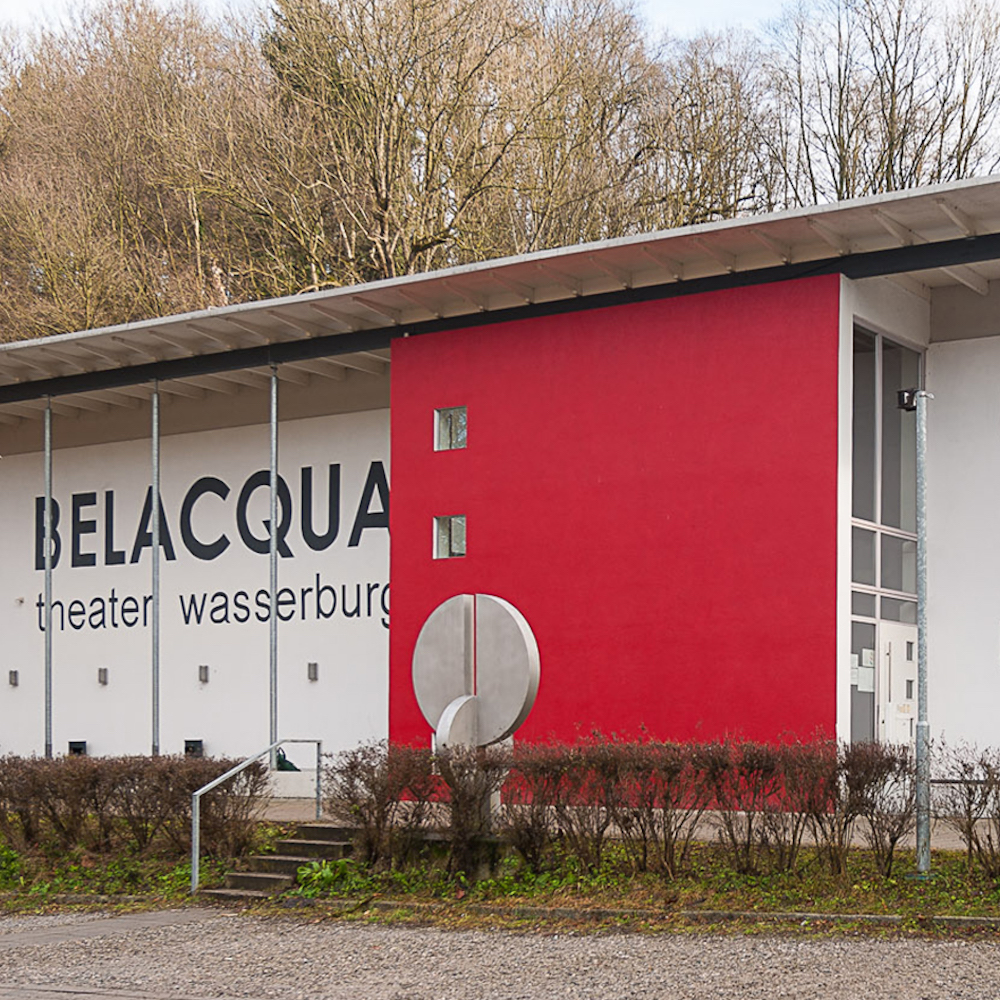
Theater Wasserburg, 2013 (damals noch Belacqua Theater Wasserburg)

Das Theater Wasserburg (früher Belacqua Theater Wasserburg) ist ein Privattheater in Wasserburg am Inn mit ganzjährigem Spielbetrieb in der Sparten Schauspiel und Musik-, Kinder- und Jugendtheater. Bis zu seinem Tod im November 2022 stand das Theater unter der Leitung von Schauspieler und Regisseur Uwe Bertram. Seit der Spielzeit 2022/23 teilen sich Constanze Dürmeier, Nik Mayr und Annett Segerer die künstlerische Leitung des Hauses.
Seit 2012 gastiert das Theater Wasserburg regelmäßig auf den Bayerischen Theatertagen. An den 30. Bayerischen Theatertagen in Augsburg erhielt das Theater Wasserburg von der Jury den Preis für die beste Ausstattung (Bühne und Kostüme: Annett Segerer). Weitere Gastspiele führten das Ensemble unter anderem ans Theater Augsburg, nach Wunsiedel (Luisenburg-Festspiele), ans Theater Putbus und nach Landsberg am Lech.
Das Theater Wasserburg ist Mitglied im Deutschen Bühnenverein e. V. und im Verband Freie Darstellende Künste Bayern e. V.

## Struktur
Das Theater Wasserburg wird von der Stadt Wasserburg am Inn, dem Freistaat Bayern, dem Bezirk Oberbayern und dem Landkreis Rosenheim gefördert. Aus den Mitteln der öffentlichen Hand sowie Sponsoringgeldern und Unterstützung durch einen Förderverein hat sich eine stabile finanzielle Struktur gebildet, die es dem Theater ermöglicht, ganzjährig ein zehnköpfiges, fest angestelltes Ensemble zu beschäftigen. Pro Spielzeit verwirklicht das Theater so bis zu sechs Neuproduktionen. Das Repertoire des Theaters Wasserburg umfasst zwischen zehn und fünfzehn Produktionen.
Das feste Ensemble setzt sich aus dem dreiköpfigen Leitungsteam Constanze Dürmeier (Dramaturgie), Nik Mayr (Schauspiel, Regie, Geschäftsführung) und Annett Segerer (Schauspiel, Regie) sowie den Schauspielerinnen Susan Hecker, Amelie Heiler und Rosalie Schlagheck und den Schauspielern Andreas Hagl, Hilmar Henjes, Carsten Klemm und Thorsten Krohn zusammen. Ehrenamtlich wird das Team vom langjährigen wirtschaftlichen Berater des Hauses Pit Dörr unterstützt.

## Produktionen (Auswahl)

### Schauspiel

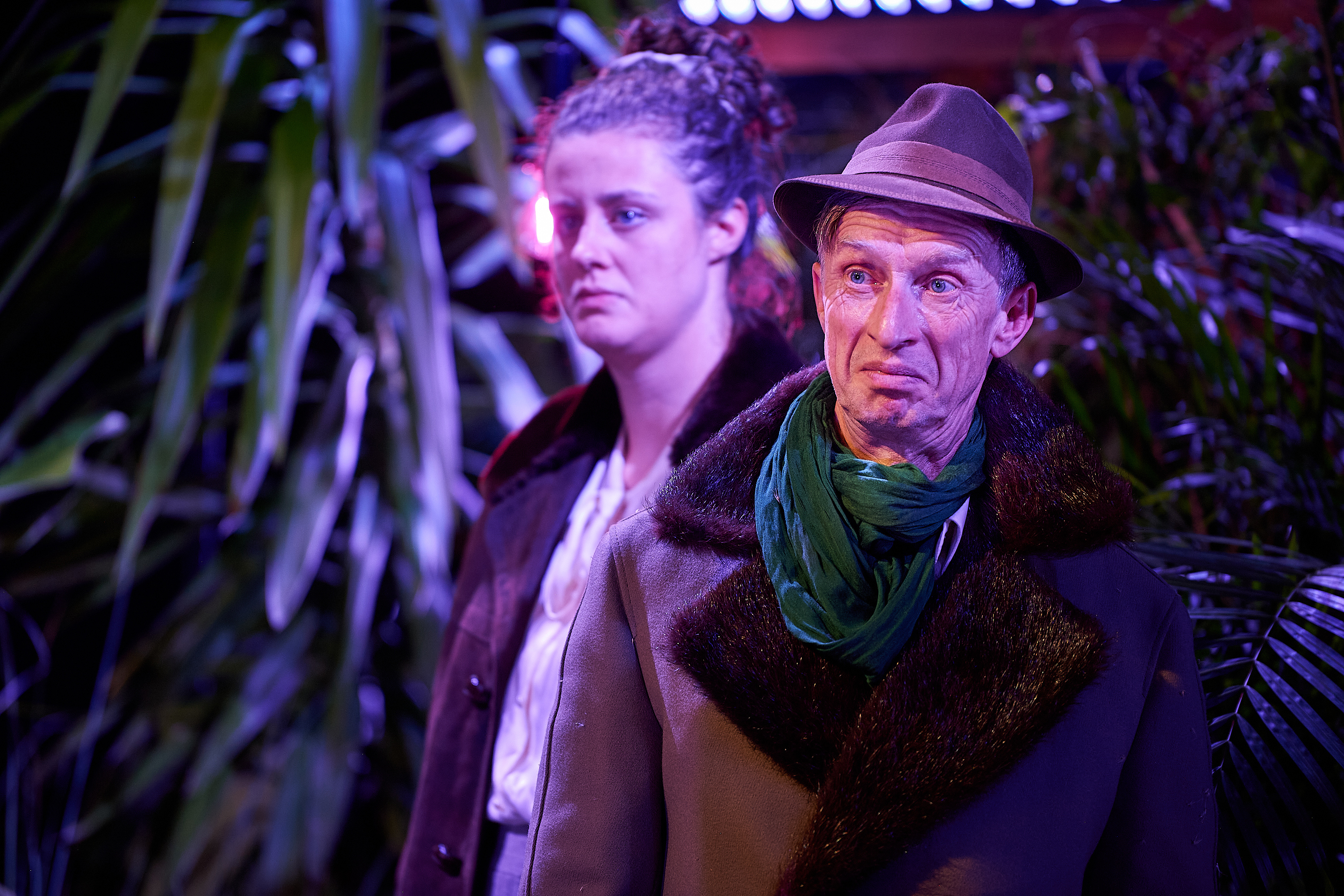
Rosalie Schlagheck und Thorsten Krohn in den Räubern (Regie: Nik Mayr)

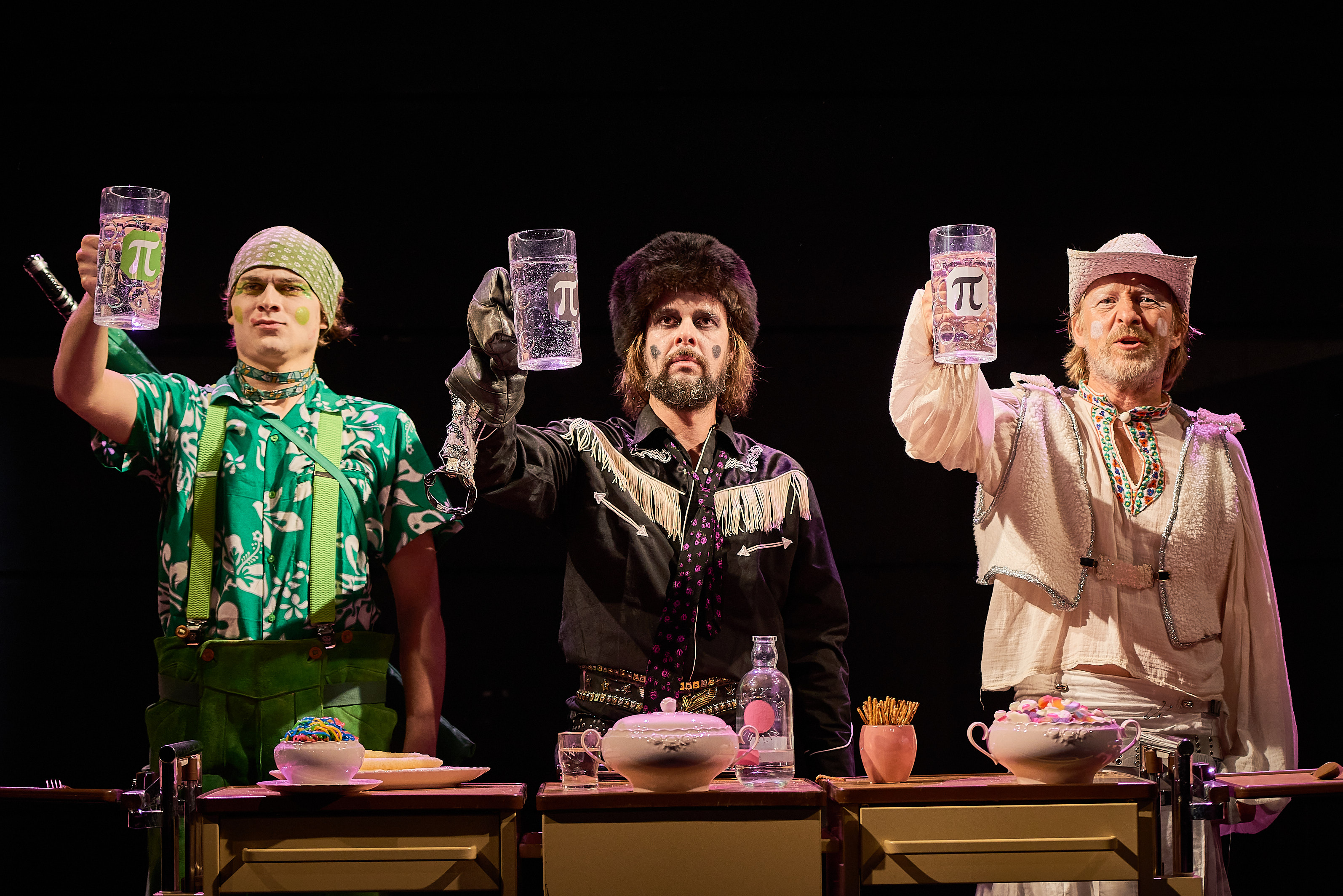
Andreas Hagl, Nik Mayr und Hilmar Henjes in den Physikern (Regie: Annett Segerer)

- 2024: Die Räuber (von Friedrich Schiller) – Regie: Nik Mayr[8]
- 2023: Die Physiker (von Friedrich Dürrenmatt) – Regie: Annett Segerer[9]
- 2023: Die Präsidentinnen (von Werner Schwab) – Regie: Annett Segerer[10] (eingeladen zu den 39. Bayerischen Theatertagen in Ingolstadt)[11]
- 2022: Die wahre Geschichte des Ah Q (von Christoph Hein, in einer Bearbeitung von Nik Mayr) – Regie: Uwe Bertram, Annett Segerer, Susan Hecker und Nik Mayr[12]
- 2020: Drei Schwestern (von Anton Tschechow) – Regie: Uwe Bertram und Nik Mayr[13]
- 2019: Leonce und Lena (von Georg Büchner) – Regie: Uwe Bertram[14] (in der Fachzeitschrift Theater heute von Christoph Leibold als beste dramaturgische Leistung der Spielzeit 2019/20 nominiert)[15][16]
- 2017: Glaube Liebe Hoffnung (von Ödön von Horváth) – Regie: Nik Mayr[17] (eingeladen zu den 36. Bayerischen Theatertagen in Fürth)[18]
- 2016: Kleiner Mann – was nun? (nach dem gleichnamigen Roman von Hans Fallada, in einer Bearbeitung von Constanze Dürmeier) – Regie: Uwe Bertram[19] (eingeladen zu den 35. Bayerischen Theatertagen in Hof)
- 2016: Draußen vor der Tür (von Wolfgang Borchert) – Regie: Nik Mayr[20]
- 2013: Johan vom Po entdeckt Amerika (von Dario Fo) – Regie: Uwe Bertram[21]
- 2010: Richard III. (von William Shakespeare) – Regie: Uwe Bertram[22]
- 2009 – Open Air: Hamlet (von William Shakespeare) – Regie: Uwe Bertram
- 2008: Antigone (von Sophokles) – Regie: Annett Segerer
- 2007: Frühlings Erwachen (von Frank Wedekind) – Regie: Nik Mayr
- 2006: Deutschlandreise (nach Roger Willemsen, UA) – Regie: Mario Eick
- 2005: Bauern Sterben (von Franz Xaver Kroetz) – Regie: Annett Segerer
- 2004: Der nackte Wahnsinn (von Michael Frayn) – Regie: Uwe Bertram
- 2002 – Open Air: Ein Sommernachtstraum (von William Shakespeare) – Regie: Uwe Bertram & Gerry Mierbeth[23]

### Musiktheater

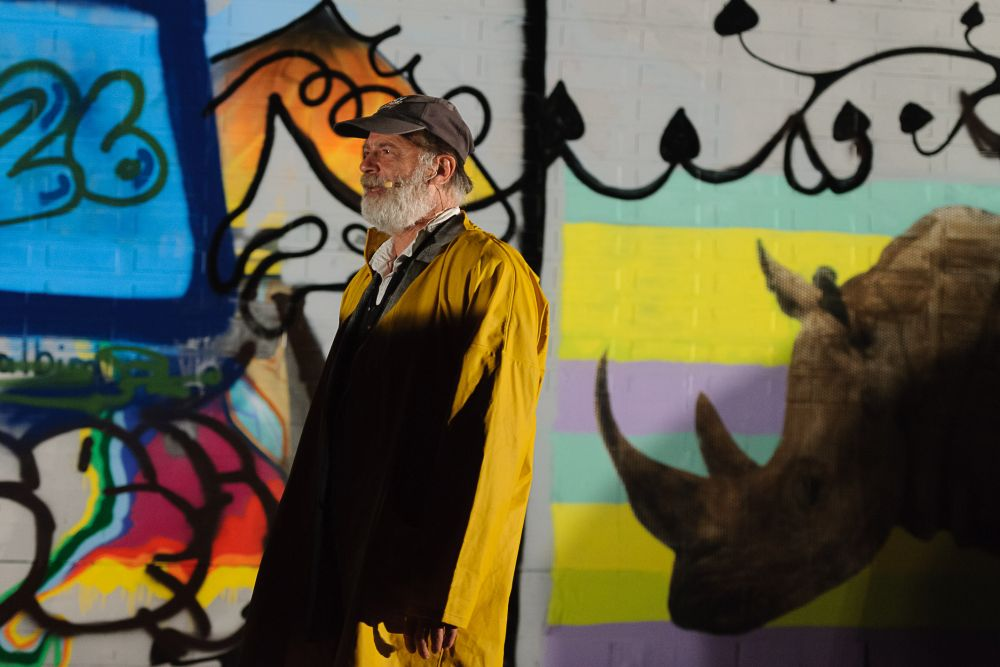
Carsten Klemm in den Nashörnern (Regie: Uwe Bertram und Nik Mayr)

- 2021 – Open Air: Die Nashörner (von Eugène Ionesco) – Regie: Uwe Bertram & Nik Mayr, Musikalische Leitung: Georg Karger (gemeinsam mit dem Zirkus Boldini)[24]
- 2018: Das Dschungelbuch (von Frank Piotraschke nach dem gleichnamigen Roman von Rudyard Kipling) – Regie: Uwe Bertram; musikalische Leitung: Wolfgang Roth[25]
- 2017 – Open Air: Der aufhaltsame Aufstieg des Arturo Ui (von Bertolt Brecht) – Regie: Uwe Bertram; Musik: Georg Karger und Pit Holzapfel (gemeinsam mit dem Zirkus Boldini)[26]
- 2016: Peter Pan (von James M. Barrie) – Regie: Uwe Bertram; Musik: Nik Mayr[27] (eingeladen zu den 34. Bayerischen Theatertagen in Regensburg)
- 2015: Käse. Die Komödie des Menschen (von Wolfgang Borchert und Günter Mackenthun)[28], UA[29] – Regie: Nik Mayr (eingeladen zu den 33. Bayerischen Theatertagen in Bamberg)[30]
- 2013: Woyzeck (von Georg Büchner sowie Tom Waits und Robert Wilson) – Regie: Uwe Betram; musikalische Leitung: Georg Karger[31] (eingeladen zu den 31. Bayerischen Theatertagen in Nürnberg)
- 2012: Alice (von Paul Schmidt sowie Tom Waits und Robert Wilson) – Regie: Uwe Betram, Musikalische Leitung: Georg Karger[32]
- 2011: The Black Rider (von William S. Burroughs sowie Tom Waits und Robert Wilson) – Regie: Uwe Betram; musikalische Leitung: Georg Karger[33] (eingeladen zu den 30. Bayerischen Theatertagen in Augsburg)[34]
- 2008 – Open Air: Quijote. C’est moi (von Nik Mayr nach dem Roman von Miguel de Cervantes, UA) – Regie: Konstantin Moreth; Musik: Oliver Vilzmann[35]

### Kinder- und Jugendtheater

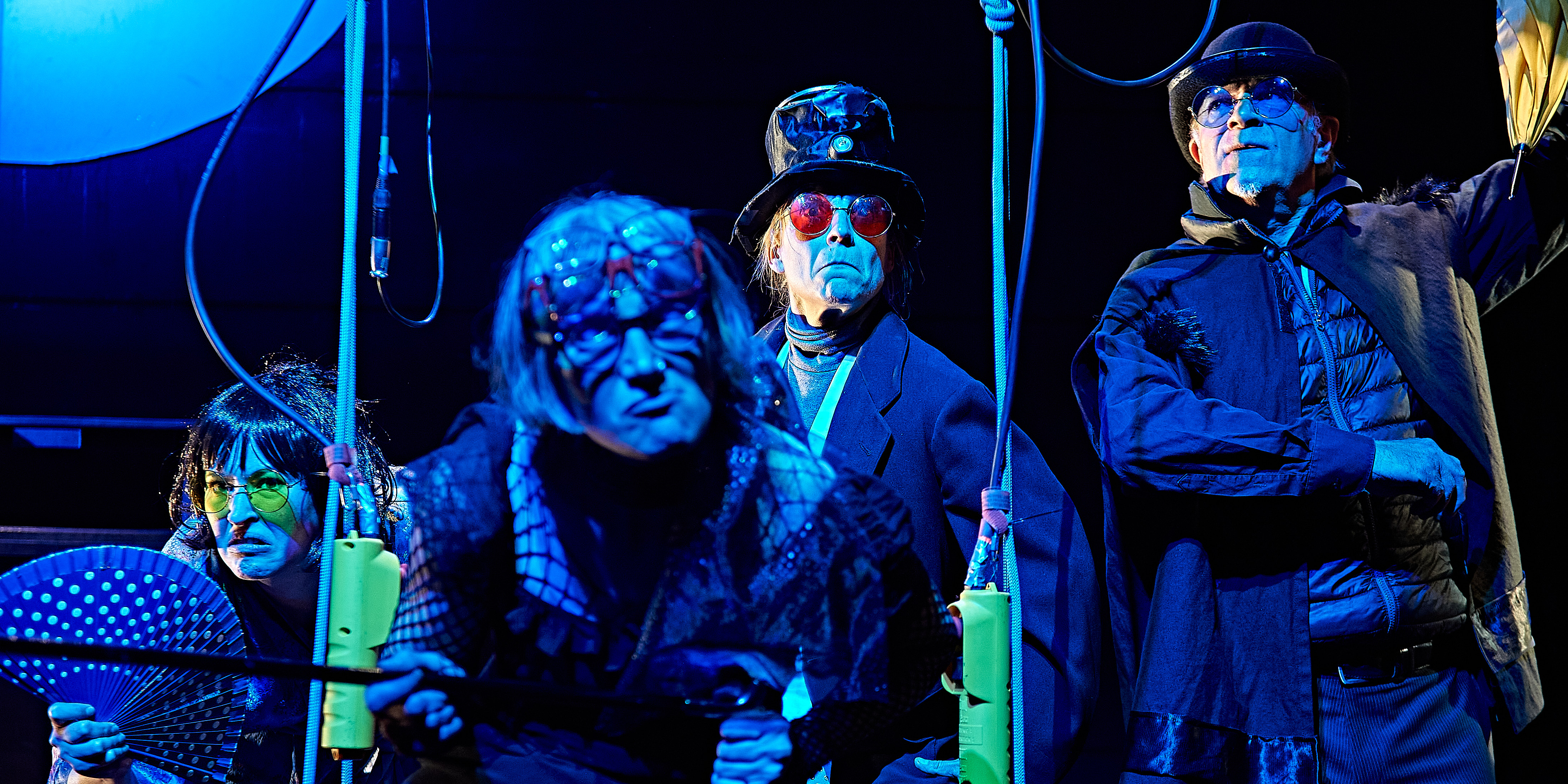
Amelie Heiler, Annett Segerer, Lucca Züchner und Carsten Klemm in den Fürchterlichen Fünf (Regie: Thorsten Krohn)

- 2024: Urmel aus dem Eis (von Max Kruse, für die Bühne bearbeitet von Nik Mayr) – Regie: Nik Mayr
- 2024: Die fürchterlichen Fünf (nach Wolf Erlbruch) – Regie: Thorsten Krohn
- 2022: Planet Paule (von Annett Segerer) – Regie: Annett Segerer
- 2020: Das Tagebuch der Anne Frank (nach der Originalfassung) – Regie: Mario Eick
- 2019: Oh, wie schön ist Panama (nach Janosch) – Regie: Annett Segerer
- 2018: Die 13½ Leben des Käpt’n Blaubär (von Walter Moers, für die Bühne bearbeitet von Constanze Dürmeier und Nik Mayr) – Regie: Nik Mayr
- 2017: Robinson (von Raoul Biltgen, Deutschsprachige Erstaufführung) – Regie: Frank Piotraschke (eingeladen zu den 36. Bayerischen Theatertagen in Fürth)
- 2011: Nussknacker – Hosenkacker (von Annett Segerer nach E. T. A. Hoffmann) – Regie: Annett Segerer
- 2009: Peter und der Wolf (von Annett Segerer nach Sergei Prokofjew) – Regie: Annett Segerer

## Wasserburger Theatertage
In der Spielzeit 2004/05 wurden die Wasserburger Theatertage ins Leben gerufen. Diese Reihe ermöglicht anderen bayerischen Privattheatern und Gruppen, sich mit ausgewählten aktuellen Produktionen in Wasserburg am Inn zu zeigen. Seit Beginn eröffnete in jedem Jahr Udo Samel das Festival. Die Schirmherrschaft liegt beim Bayerischen Staatsministerium für Wissenschaft und Kunst.
Seit den 8. Wasserburger Theatertagen wurden bis ins Jahr 2022 von einer Jury zwei Preise vergeben. Seit 2023 wird ein Publikumspreis verliehen (mit 3000 Euro dotiert), gestiftet zu gleichen Teilen vom Förderverein des Theaters Wasserburg und dem Landkreis Rosenheim.

### Preisträger
| Jahr | Nummer | Publikumspreis                                                                      |                                           |
| ---- | ------ | ----------------------------------------------------------------------------------- | ----------------------------------------- |
| 2024 | 18     | Metropoltheater (München), All das Schöne (Regie: Jochen Schölch)                   |                                           |
| 2023 | 17     | Spiel.Werk (Ansbach), Alien Reality (Regie: Daniela Aue)                            |                                           |
| Jahr | Nummer | Inszenierungspreis                                                                  | Darstellerpreise                          |
| 2022 | 16     | Kulturbühne Spagat (München), Kitzeleien – Tanz der Wut (Regie: Thorsten Krohn)     | Lucca Züchner und Heiko Dietz             |
| 2019 | 15     | Zentraltheater München, Wir kommen (Regie: Lea Ralfs & Max Wagner)                  | Stephanie Roser und Lukas Aue             |
| 2018 | 14     | Spiel.Werk (Ansbach), Der Fluss (Regie: Daniela Aue)                                | Michaela Weingartner & Franz-Xaver Zeller |
| 2017 | 13     | Zwangsvorstellung (Nürnberg), Weißwurstjahre (Regie: Claudia Schulz)                | Matthias Grundig                          |
| 2016 | 12     |                                                                                     | Bernd Berleb, Heiko Dietz, Hilmar Henjes  |
| 2015 | 11     | Metropoltheater (München), Kinder des Olymp (Regie: Jochen Schölch)                 | Stephan Zinner                            |
| 2014 | 10     | Metropoltheater (München), Schuld und Schein. Ein Geldstück (Regie: Jochen Schölch) | Sebastian Gerasch                         |
| 2013 | 9      | Bloß a Gschicht (Regie: Peter Pichler)                                              | Ursula Berlinghof                         |
| 2012 | 8      | Kaspar.Häuser.Meer (Regie: Thomas Luft)                                             | Judith Toth                               |